# Лук'янова Ірина Олександрівна
Ірина Олександрівна Лук'янова (,нар. 22 липня 1976, Москва) — колишня солістка групи «Блестящие» (1996—2003), в цей час працює хореографом.

## Життєпис
З дитинства Ірина займалася в хореографічному колективі Журавушка, у Палаці Культури Московського Авіаційного Інституту (МАІ) під керівництвом Гельтіщевой Наталії Володимирівни. Закінчила Московський Коледж Мистецтв (відділення хореографії).

## «Блестящие» (1996—2003)
До групи «Блестящие» Ірина прийшла в 1996 р., В другий склад, а в березні 2003 року залишила колектив, присвятивши себе родині і, невдовзі, новонародженої дочки Ані.

## Дискографія
У складі групи «Блестящие» (1997—2003)
- 1997 — Там, тільки там (remixs)
- 1998 — Просто мрії
- 2000 — Про любов
- 2000 — Білим снігом
- 2002 — За чотири моря

## Відеографія
У складі групи «Блестящие» (1996—2003)
- Квіти
- Туман
- Хмари
- Де ж ти де, де?
- Ча-ча-ча
- Новий рік з Амега
- За восени
- Чао Бамбіна
- Чао Бамбіна (ремікс)
- Білим снігом
- Довго тебе чекала
- Ау-ау
- За чотири моря
- За чотири моря (ремікс)
- А я все літала